# Vanuatu en los Juegos Olímpicos de Barcelona 1992
Vanuatu estuvo representado en los Juegos Olímpicos de Barcelona 1992 por seis deportistas, cuatro hombres y dos mujeres, que compitieron en atletismo.
El equipo olímpico vanuatuense no obtuvo ninguna medalla en estos Juegos.